# Таурано
Таурано (італ. Taurano) — муніципалітет в Італії, у регіоні Кампанія,  провінція Авелліно.
Таурано розташоване на відстані близько 220 км на південний схід від Рима, 33 км на схід від Неаполя, 14 км на захід від Авелліно.
Населення — 1563 особи (2014).
Щорічний фестиваль відбувається 15 серпня. Покровитель — Maria SS. Assunta.

## Демографія
Населення за роками:

Станом на 1 січня 2023 року в муніципалітеті офіційно проживало 30 іноземців з 10 країн, серед них 15 громадян країн Євросоюзу та 1 громадянин України.

## Сусідні муніципалітети
- Лауро
- Монтефорте-Ірпіно
- Моск'яно
- Паго-дель-Валло-ді-Лауро
- Вішіано